# Kannampalayam
Kannampalayam là một thị xã panchayat của quận Coimbatore thuộc bang Tamil Nadu, Ấn Độ.

## Nhân khẩu
Theo điều tra dân số năm 2001 của Ấn Độ, Kannampalayam có dân số 11.890 người. Phái nam chiếm 52% tổng số dân và phái nữ chiếm 48%. Kannampalayam có tỷ lệ 77% biết đọc biết viết, cao hơn tỷ lệ trung bình toàn quốc là 59,5%: tỷ lệ cho phái nam là 85%, và tỷ lệ cho phái nữ là 70%. Tại Kannampalayam, 10% dân số nhỏ hơn 6 tuổi.